# Remetei Filep Ferenc
Remetei Filep Ferenc (Nagyszeben, 1898. március 11. – Körmend, 1977. április 3.) magyar sebész, kórházigazgató, Filep Aladár (1896–1987) sebész, egyetemi magántanár és Filep Imre (1915–1970) unitárius püspök testvére.

## Életpályája
Filep Aladár és karádi Nagy Etelka (1871–1959) fiaként született. Szebeni elemi iskolás évei után a Kolozsvári Unitárius Kollégiumba került, ahol 1916-ban érettségizett. Ezt követően önként jelentkezett katonai szolgálatra. Rövid kiképzés után a román frontra került, ahol az Ojtozi-szorosban folytatott harcok során megsebesült, ami miatt leszerelték.
1917-ben felvetélt nyert a budapesti Orvostudományi Karra, ahol 1922. június 17-én avatták orvosdoktorrá. 1922–1923-ban Mezőhegyesen kisegítő orvosként, 1923 és 1926 között a Pestújhelyi Kórházban segédorvosként dolgozott. 1926-ban a budapesti Pázmány Péter Tudományegyetem II. sz. Sebészeti Klinikáján működött Kuzmik Pál tanítványaként, s ez idő alatt műtőorvosi oklevelet szerzett. Ezután Szarvason telepedett le. Innen pályázta és nyerte el az újonnan szervezett körmendi sebészfőorvosi állást. 1931-ben átvette a kórház igazgatását. 1968-ig irányította az intézményt. 1971-ben nyugalomba vonult.
1958–1964 között a Nyugat-dunántúli Sebészcsoport elnöke, majd díszelnöke volt.
Közel száz tanulmánya jelent meg.
Felesége Furherr Olga (1902–1980) volt.
Sírja a Farkasréti temetőben található.

## Művei
- Körmend egészségügyének története (Kapronczay Károllyal, Körmend, 1983)

## Díjai, elismerései
- Kiváló orvos (1961)
- Érdemes orvos (1962)
- Munka Érdemrend ezüst fokozata (1968)[7]